# Anaxândrides I
Anaxândrides I foi rei da cidade-Estado grega de Esparta de 675 a.C. até 645 a.C. ano da sua morte, pertenceu à Dinastia Euripôntida.
Este rei não consta no texto de Pausânias (geógrafo), apenas nas Histórias de Heródoto, quando ele enumera os ancestrais de Leotíquides II. Segundo Heródoto, ele foi o filho e sucessor de Teopompo, e foi sucedido por seu filho Arquídamo I.